# Thaloe
Thaloe is een geslacht van spinnen uit de  familie van de Anyphaenidae (buisspinnen).

## Soorten
- Thaloe ennery Brescovit, 1993
- Thaloe remotus (Bryant, 1948)
- Thaloe tricuspis (Bryant, 1940)